# 3-ニトロベンズアルデヒド
3-ニトロベンズアルデヒド（英: 3-Nitrobenzaldehyde）は、ベンゼン環のメタ位にアルデヒド基とニトロ基が結合した芳香族化合物。メタ-ニトロベンズアルデヒドとも呼ばれる。

## 合成
2-ニトロベンズアルデヒドと4-ニトロベンズアルデヒドは、それぞれ2-ニトロベンジリデンクロリド、4-ニトロベンジリデンクロリドの加水分解により製造されるのに対し、3-ニトロベンズアルデヒドはベンズアルデヒドのニトロ化により得られる。製品の流通量は2-ニトロベンズアルデヒドが約19%、3-ニトロベンズアルデヒドが72%、4-ニトロベンズアルデヒドが9%である。